# Helibelton Palacios
Helibelton Palacios Zapata, né le 11 juin 1993 à Santander de Quilichao, est un footballeur international colombien qui au poste d'arrière droit au Millonarios FC, en prêt de Cruzeiro EC.

## Biographie

### En club
Avec le club du Deportivo Cali, il participe à la Copa Libertadores et à la Copa Sudamericana.
Le 7 janvier 2017, il quitte son pays natal et s'engage en faveur du club belge du FC Bruges. Il signe un contrat jusqu'en 2020.
Le 4 février 2021 il signe un contrat avec le club de Elche club de football, qui évolue en première division liga,jusqu'à la fin de saison

### En équipe nationale
Avec les moins de 20 ans, il participe au championnat sud-américain des moins de 20 ans en 2013. La Colombie remporte cette compétition en devançant le Paraguay. Il participe ensuite avec cette équipe au Tournoi de Toulon 2013. La Colombie atteint la finale de la compétition, en étant battue par le Brésil. Il dispute dans la foulée la Coupe du monde des moins de 20 ans organisée en Turquie. Lors du mondial junior, il joue un match contre l'Australie (match nul 1-1).
Il reçoit sa première sélection en équipe de Colombie le 17 novembre 2015, contre l'Argentine. Ce match perdu sur le score de 0-1 rentre dans le cadre des éliminatoires du mondial 2018.
En août 2016, il participe aux Jeux olympiques d'été organisés au Brésil. Lors du tournoi olympique, il joue quatre matchs. La Colombie est éliminée en quarts de finale par le Brésil.

## Palmarès
- Vainqueur du championnat sud-américain des moins de 20 ans en 2013 avec l'équipe de Colombie des moins de 20 ans.
- Finaliste du Tournoi de Toulon en 2013 avec l'équipe de Colombie des moins de 20 ans.
- Champion de Colombie en 2015 (Tournoi d'ouverture) avec le Deportivo Cali.
  - Championnat de Belgique  :
    - Vice-champion : 2017